# Vernagthütte
De Vernagthütte is een berghut in de Ötztaler Alpen in de Oostenrijkse deelstaat Tirol. De berghut behoort toe aan de sectie Würzburg van de Deutsche Alpenverein (DAV).
De berghut ligt op 2755 meter hoogte ten westen van Vent (gemeente Sölden), tussen de Vernagtferner in het noorden en de Guslarferner in het zuiden, net ten zuidoosten aan de voet van de Hintergraslspitzen, nog ten westen van de Vernagtbach. De hut is vanuit Vent in ongeveer drieënhalf uur bereikbaar.

## Bergtochten
Bergen die vanaf de Vernagthütte veelvuldig worden beklommen zijn:
- Fluchtkogel (3497 meter), tweeënhalf uur
- Hinterer Brochkogel (3628 meter), vier uur
- Hintergraslspitzen (3325 meter), één uur
- Hochvernagtspitze (3535 meter), drie tot vier uur
- Kesselwandspitze (3414 meter), twee uur
- Petersenspitze (3482 meter), tweeënhalf tot drie uur
- Platteikogel (3426 meter), drie uur
- Schwarzwandspitze (3466 meter), drie uur
- Vordere (3118 meter), Mittlere (3128 meter) en Hintere Guslarspitze (3147 meter), twee uur
- Vorderer Brochkogel (3562 meter), drie uur
- Wildspitze (3768 meter), vijf uur

## Overtochten naar andere berghutten
- Brandenburger Haus (3274 meter), tweeënhalf uur
- Braunschweiger Hütte (2758 meter), vijfenhalf uur
- Breslauer Hütte (2844 meter), twee uur
- Gepatschhaus (1925 meter), zes uur
- Rauhekopfhütte (2731 meter), zes uur
- Taschachhaus (2434 meter), vijf uur
- Weißkugelhütte (2542 meter), vijfenhalf uur